# Gauna aegusalis
Gauna aegusalis là một loài bướm đêm thuộc họ Pyralidae. Nó được tìm thấy ở Úc.

## Hình ảnh

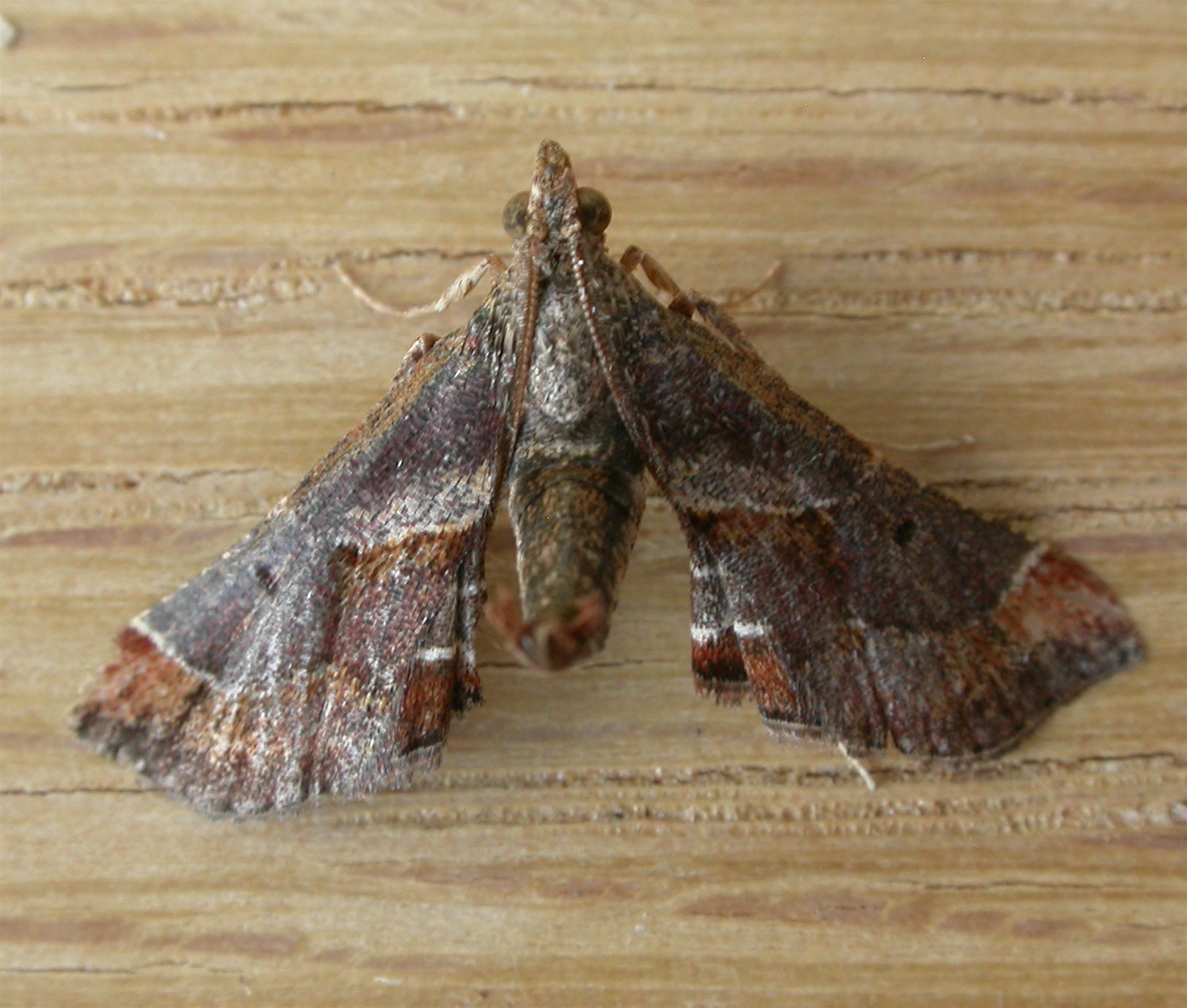